# Liběšice u Žatce
Liběšice (deutsch Libeschitz, früher Liebeschitz) ist eine Gemeinde in Tschechien. Sie liegt etwa acht Kilometer südöstlich von Žatec (deutsch Saaz) und gehört zum Okres Louny in Nordböhmen.

## Geographie
Das Dorf liegt südlich der Landstraße von Žatec (Saaz) nach Louny (Laun) am Fuße des Džbán oder der Dzbanberge mit der höchsten Erhebung, dem Výrov (Hohe Guck, 509 m). Nachbarorte sind im Nordwesten Dobříčany, Stekník im Norden, Dubčany im Nordosten, Tuchořice im Südosten, Líčkov im Süden, Kluček im Südwesten sowie Stránky im Westen. Die Gegend ist gekennzeichnet durch wertvolle landwirtschaftliche Böden, auf denen insbesondere Hopfenanbau betrieben wird.

## Geschichte
Libeschitz gehört mit zu den ältesten urkundlich nachweisbaren Orten des Bezirks Saaz. Die zahlreichen prähistorischen Ausgrabungen in der näheren Umgebung lassen auf die Existenz von Siedlungen schon in frühester Vorzeit schließen. Der Name des Dorfes wird auf den altböhmischen Namen Ljuběša zurückgeführt. Der Ort wird erstmals 1281 in einer Urkunde erwähnt, in der ein Zeuge namens Zdislav von Libeschitz bei einer Schenkung des Gutes Krima an das deutsche Ordenshaus Komotau genannt wird. Um 1359 muss Johann von Eger, der das Gut Litschkau besaß, bedeutenden Besitz in Liebeschitz gehabt haben. Gegen Ende des 14. Jahrhunderts werden die Herren von Kolditz genannt, denen das Ernennungsrecht der Pfarrer von Libeschitz zustand.
Ungefähr seit 1399 gehörte der Ort zum Gut Litschkau, das im Besitz von Henslin von Schadernicht war. Als es 1594 zur Teilung der Litschkauer Herrschaft kam, blieb Libeschitz unter dem Gutsherrn Dionysius von Hrobschitz mit Litschkau vereinigt. Nach dessen Tode 1598 fielen die Güter Libeschitz und Dobritschan an seinen Sohn Christoph. Seit dieser Zeit blieb Liebeschitz dauerhaft bis zur Aufhebung der Grundherrschaft bei der Herrschaft Dobritschan. Christoph Hrobschitz ließ in Dobritschan ein Renaissanceschloss erbauen, wurde jedoch wegen Teilnahme am Ständeaufstand 1621 enteignet.
1623 gelangte die Herrschaft Dobritschan an Franz Clary de Riva, der ein Barockschloss mit Barockgarten errichten ließ. Als 1746 der Patronatsherr verstarb, ging das Gut Dobritschan durch Erbschaft an eine andere Linie desselben Adelsgeschlechtes, an den Reichsgrafen Leopold von Clary und Aldringen, dessen Erben Gut Dobritschan bis 1804 besaßen. Die Herren von Clary-Aldringen waren somit die Patronatsherren bis 1804.
1823 kam das Gut Dobritschan und damit das Patronatsamt für die Kirchen Dobritschan und Liebeschitz an den Freiherrn Vinzenz von Zeßner-Spitzenberg. Nach dessen Ableben kam 1830 dessen gleichnamiger Sohn in den erblichen Besitz. 1879 starb der Patronatsherr Baron Vinzenz von Zeßner-Spitzenberg und Weinbergen. Nachfolger wurde sein Sohn Heinrich. Im Patronatsamt folgte diesem nach seinem Tode 1922 sein Sohn Freiherr Josef von Zeßner-Spitzenberg und Weinbergen als letzter Patronatsherr der Libeschitzer Pfarrkirche. Schloss und Gut Dobritschan blieben bis 1945 im Besitz der Familie Zeßner-Spitzenberg. Der Bruder des letzten Patronatsherren, Hans Karl von Zessner-Spitzenberg, wurde kurz nach dem Einmarsch der Nationalsozialisten in Österreich in Wien inhaftiert und starb am 1. August 1938 im KZ Dachau.
Nach dem Münchner Abkommen wurde der Ort dem Deutschen Reich zugeschlagen und gehörte bis 1945 zum Landkreis Saaz.

## Wallfahrtsort

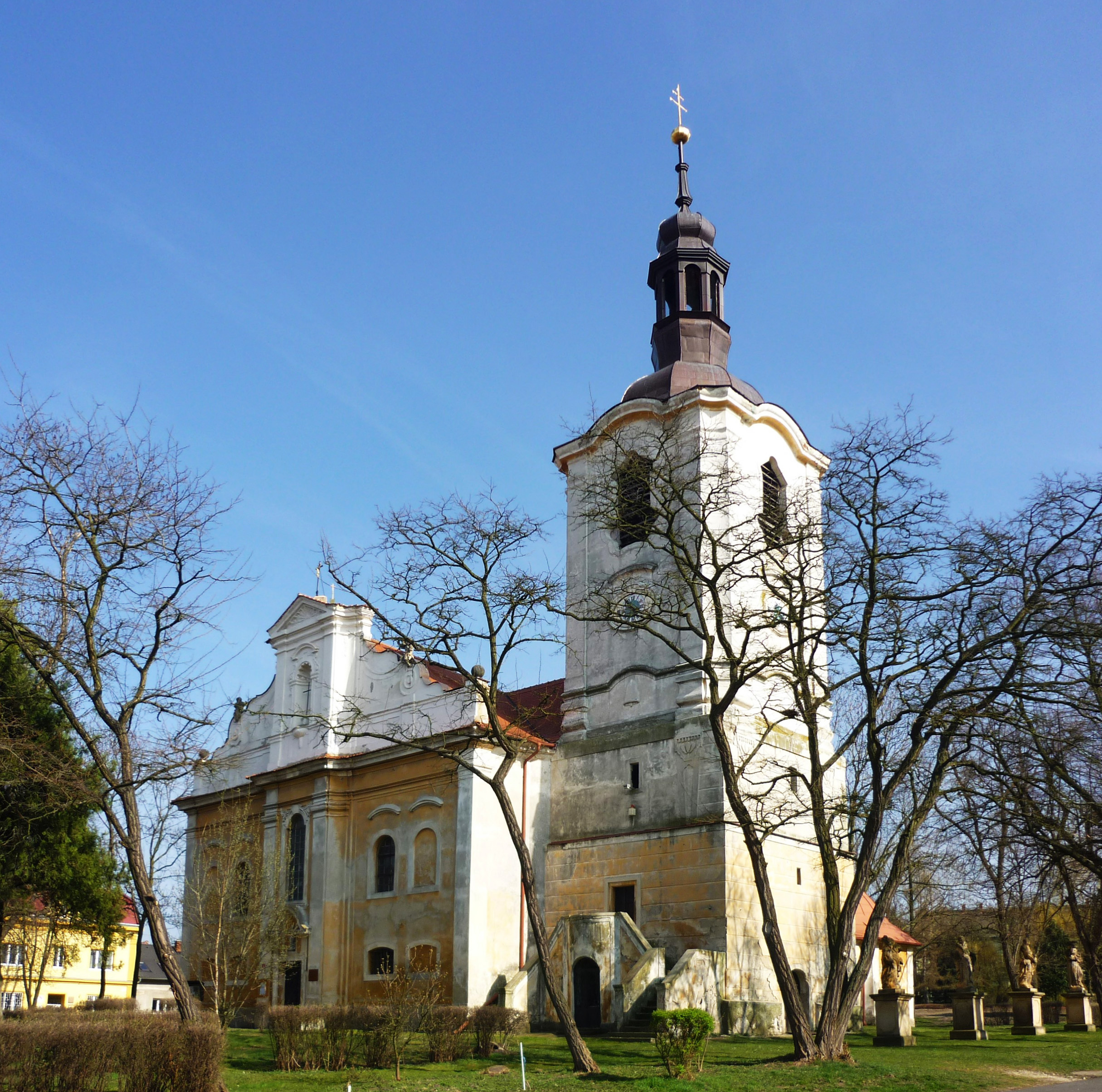
Pfarr- und Wallfahrtskirche Liebeschitz

Die Entstehung des Wallfahrtsortes Libeschitz geht vermutlich auf die Zeit um 1750 zurück. Das genaue Jahr wird von den Historikern unterschiedlich angegeben. Ursächlich scheint sie mit der großen Feuersbrunst des Jahres 1743, als der ganze östliche Ortsteil mit der Pfarrei ein Raub der Flammen geworden war, in Verbindung zu stehen.
Damals wurde ein Marienbild aus einer Kapelle in Klutschkau – eine Nachbildung des Altöttinger Gnadenbildes – in die Pfarrkirche gebracht. Damit wurde die Liebeschitzer Kirche das Ziel vieler frommer Pilger. Dann wurde zum Fest Mariä Heimsuchung ein Wallfahrtsfest eingerichtet. Die Pilger kamen zumeist aus der näheren Umgebung, Wallfahrt und Brauchtum blieben über Jahrhunderte bestehen.
Nach dem Anschluss des Sudetenlandes an das Deutsche Reich 1938 versuchte die nationalsozialistische Herrschaft die Wallfahrt zu verhindern. Die letzte Wallfahrer kamen 1944 zur Libeschitzer Kirche.
Im Juli 1994 fand aus Anlass der 250-jährigen Wiederkehr der Wallfahrtstradition in Liebeschitz erstmals wieder eine Wallfahrt ehemaliger Bewohner des Ortes nach Liebeschitz statt. Die feierliche Messe wurde vom Abt Bernhard Thebes des Zisterzienserklosters in Ossegg und dem Pfarrer der Gemeinde, Pater Saller, gestaltet.
Die Wallfahrt zur Kirche nach Libeschitz war von der römisch-katholischen Kirche nie offiziell anerkannt worden. Erst mit einem Dekret des Leitmeritzer Bischofs Josef Koukl aus dem Jahre 2003 wurde die Wallfahrtskirche ab dem 1. Januar 2004 als solche anerkannt. In den letzten Jahren haben wieder Wallfahrten immer am Sonntag nach Mariä Heimsuchung stattgefunden.

## Gemeindegliederung
Die Gemeinde Liběšice besteht aus den Ortsteilen Dobříčany (Dobritschan), Dubčany (Dübschan), Kluček (Klutschkau), Lhota (Wellhütten), Liběšice (Libeschitz) und Líčkov (Litschkau), die zugleich Katastralbezirke bilden.

## Kirchgemeinde
Die Pfarrkirche zu Libeschitz hat bereits im 14. Jahrhundert bestanden. Eine Pfarrkirche „Zum Hl. Kreuz“ wird 1384 genannt und unter den Herren von Kolditz um 1350 eine Kirche „Zum Hl. Jakobus“. Nach den Hussitenkriegen war Libeschitz utraquistisch und später protestantisch. 1595 wird Paul Klementis als Pfarrer erwähnt. Die ältesten Matrikeln der Libeschitzer Pfarrei beginnen mit dem Jahre 1644.
Im Memorabilienbuch (Gedenkbuch) werden die Pfarrer von Liebeschitz genannt.
- Andreas Rana (1644)
- Franz Karl Nettwigius von Edelstein (1645)
- Michael Adalbert Paternus (1649)
- Johannes Ludovicus Angularis (1658)
- Nikolaus Ignatius Paternus (1660)
- Franz Karl Unger (1705–1715), während seiner Zeit wurde die alte Pfarrei erbaut, er starb an der Pest und wurde auf dem Liebeschitzer Pestfriedhof begraben
- Georg Josef Saar (1716–1724)
- Daniel Kruba (1725–1728)
- Jakob Patek (1728–1738)
- Jakob Kletschka (1739–1761), während seiner Zeit wurde nach dem Brand von 1743 eine neue Pfarrei erbaut und ein Marienbild in die Pfarrkirche gebracht
- Maximilian Kreuzberger (Kreützberger) (1761–1808), in seiner Zeit (1784) kam der Kreis Saaz (und damit Liebeschitz) vom Erzbistum Prag zur Leitmeritzer Diözese.
- Karl Klee (1808–1837)
- Wenzel Richter (1838–1843)
- Dechant Anton Lehmann (1844–1869)
- Dechant Franz Urban (1870–1893), während seiner Zeit wurde 1875 an der Pfarrei der Anbau der Kaplanwohnung ausgeführt
- Dechant Josef Lukas (1894–1914), letzter Pfarrer, der noch selbst als Bauer die Pfarrfelder bestellt hat, gründete die Raiffeisenkasse
- Johann Puhl (1916–1928), verstorben am 5. Dez. 1928, nachdem er auf dem Rückweg von Saaz von einem Auto erfasst wurde und dabei tödlich verunglückte
- Franz Storch (1929 bis 17. Sept. 1946, † 1968), letzter deutscher Pfarrer (Dechant) von Liebeschitz.

Die weiteren Pfarrer ab 1946:
- Karl Kunze (1946)
- Antonín Janča (ab 1. Okt. 1946 bis 1951)
- Josef Just (1952–1963)
- Ignác Stodůlka (1963–1964)
- František Kolář (1964–1969)
- R. D. Jiří Kabát (Administrator) (1969–1977)
- Pater Jaroslav Saller, CSsR (Administrator) (1978–1997)
- D. Ivan Marek Záleha, O.Praem. (Administrator) (1999–2001)
- D. Mgr. Vilém Marek Štěpán, O. Praem. (Administrator) (seit 2001)

Heute gehört zum Pfarrbezirk Liběšice ein großes Einzugsgebiet mit zehn Pfarreien und etwa 40 Gemeinden in Čárka / Zarch, Deštnice / Teschnitz, Dobiřičany / Dobritschan, Dolejši Hůrky / Horka, Domoušice / Domauschitz, Drahomyšl / Drahomischl, Dubčany / Dubschan,
Filipov / Filipow o. Philippsthal, Holedeč / Groß Holletitz, Holedeček / Klein Holletitz, Hořetice / Horatitz, Hradiště / Hraidisch, Hřivice / Hriwic, Kluček / Klutschkau, Konětopy / Konetop, Lhota / Wellhütten, Lhota pod Džbánem / Welhotten, Libešovice / Lischwitz, Libořice / Liboritz, Ličkov / Litschkau, Lišany / Lischan, Markvarec / Markwarec, Měcholupy / Michelob, Nečemice / Netschenitz, Pnětluky / Netluk, Sádek / Satkau, Siřem / Zürau, Solopysky / Solopisk, Steknik / Stecknitz, Stránky / Tronitz, Strkovice / Sterkowitz, Stroupeč / Straupitz, Trnovany / Trnowan, Třeskonice / Tscheskonitz, Tuchořice / Tuchorschitz, Veletice / Welletitz, Želeč / Seltsch, Želežná / Schelesen und Žiželice / Schießelitz.

## Sehenswürdigkeiten

### Pfarrkirche St. Martin

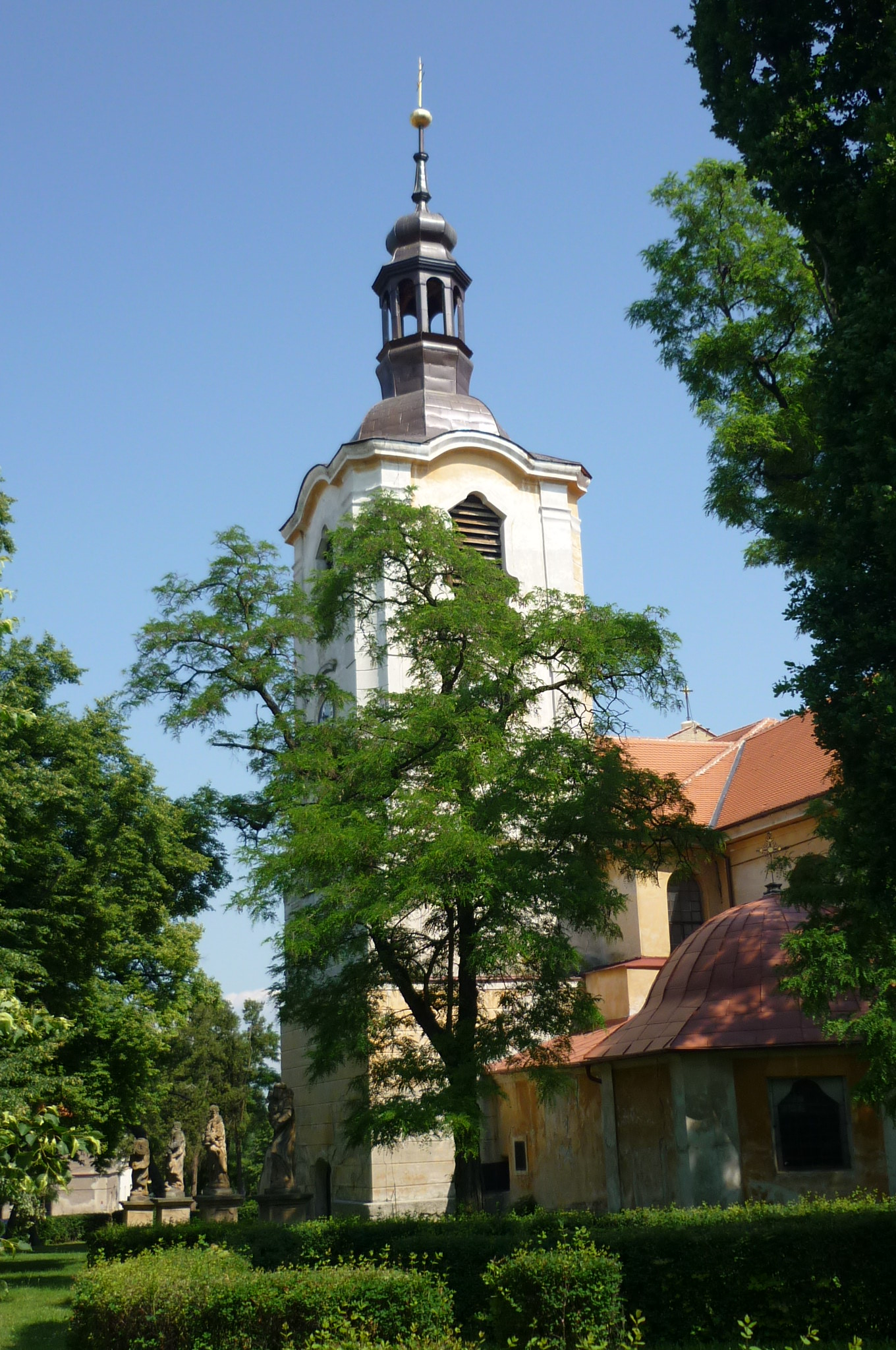
Pfarr- und Wallfahrtskirche in Libeschitz

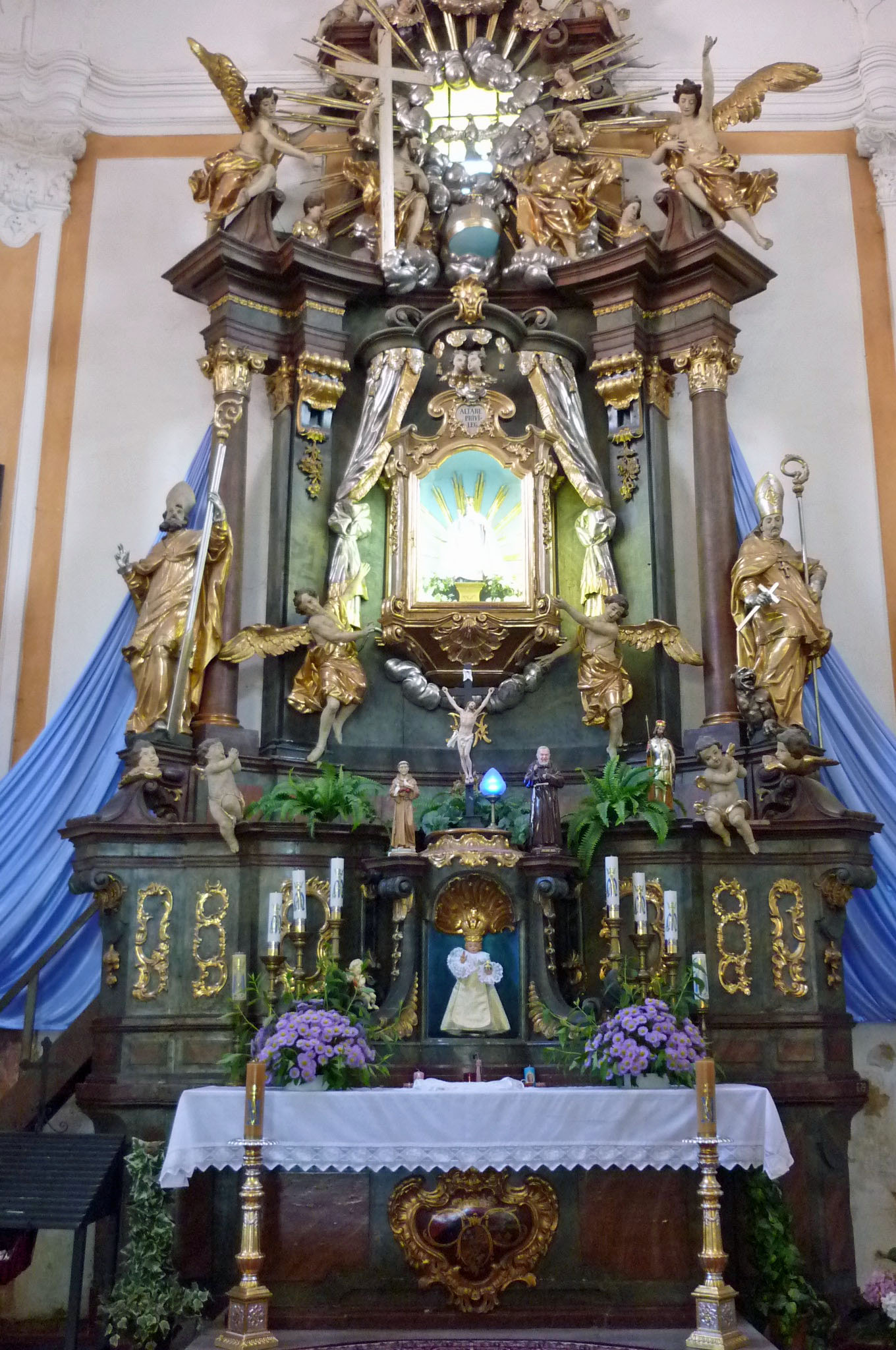
Altar der Wallfahrtskirche in Libeschitz

Der älteste gotische Teil der Kirche, der aus dem 14. Jahrhundert stammt, ist das nach Osten gerichtete, von fünf Spitzbogenfenstern erhellte Kirchenschiff (Presbyterium). Gegenüber auf der Westseite befand sich bis zum barocken Umbau der alte Eingang zur Kirche. Das neue Eingangsportal und der nach Süden gerichtete Anbau sind erst in der Mitte des 18. Jh. entstanden. In diesem Anbau befindet sich die Wallfahrtskapelle und der Zugang zur Gruftkapelle. Der Turm wurde ab 1750 angebaut und 1832 in der gegenwärtigen Gestalt fertiggestellt.
Der Hochaltar steht im gotischen Kirchenschiff und stammt wie die anderen Altäre und die Kanzel aus der Barockzeit, der Zeit nach dem großen Brande, und wurde 1744 errichtet. Es ist eine einfache Schnitzarbeit.
Das Altarbild, das den Kirchenpatron St. Martin bei der Mantelteilung darstellt, wurde vom Bruder des damaligen Patronatsherren, dem Freiherrn August Zeßner von Spitzenberg, gemalt und 1872 der Kirche gestiftet.
Die mit Schnitzwerk und den Büsten der vier Evangelisten gezierte Kanzel ist im Jahr 1744 errichtet worden. Im Südflügel gegenüber dem Haupteingang befindet sich der Marienaltar mit dem Gnadenbild, rechts neben dem Altar führt eine Tür in die mit einem Rundbogen überwölbte Gruftkapelle.
Der neben dem Johannesaltar aufgestellte aus braunem Marmor gefertigte Taufstein ist ein Geschenk des Patronatsherrn Baron Zeßner von Spitzenberg. Die Seitenaltäre sind dem Hl. Johannes von Nepomuk, der Hl. Barbara und dem Hl. Josef geweiht. Den letztgenannten Altar, welcher über dem 1883 neu aufgestellten Hl. Grab errichtet wurde, schmückt gleichfalls ein von Freiherrn August Zeßner-Spitzenberg gemaltes und der Kirche gestiftetes Bild des Hl. Josef. Die Orgel hat zwei Klaviaturen und 12 Register; sie wurde 1802 zur Zeit von Pfarrer Maximilian Kreuzberger eingebaut.
- Die Gruftkapelle der Patronatsfamilien in der Libeschitzer Kirche

Im Südflügel neben dem Marienaltar befindet sich die Gruftkapelle der Patronatsherren der Kirche. Die Patronatsherren verwalteten ein Amt, das nur ihnen das Recht zuerkannte, Baumaßnahmen und die Unterhaltung der Kirchenämter zu regeln. Der Südflügel mit der Gruftkapelle wurde nach der großen Brandkatastrophe von 1743 errichtet. Damals war das Adelsgeschlecht der Clary de Riva Besitzer der Herrschaft Dobritschan und somit Inhaber des Patronatsamtes. In der Gruftkapelle sind folgende Personen bestattet:
- Graf Leopold von Clary († 1800 Wien), Staatsminister unter Kaiser Franz II. und dessen Gemahlin Walburga († 1795)
- Baron Vinzenz Zeßner, Freiherr von Spitzenberg († 1830); dessen Sohn, Baron Vinzenz Zeßner-Spitzenberg († 1879) und dessen Gattin Theresia, geborene Gräfin von Buquoy († 1869).

1892 ist in der Grotte unterhalb des Turmes eine über einen Meter große, in Oberammergau geschnitzte, Madonna von Lourdes eingeweiht worden. An der südlichen Außenwand der Marienkapelle befindet sich das Grabmal des Thaddäus Andrée († 1824) aus Litschkau.
An der Kreuzung vor der Kirche stand bis 1923 ein Denkmal für Kaiser Joseph II. Die Statue des Kaisers musste auf Grund des „Gesetzes zum Schutz der Republik vom 19. März 1923“ (Zákon na ochranu republiky č. 50/1923, § 26) entfernt werden. Auf den Sockel des Denkmals wurde danach ein Pflug gestellt und das Denkmal dem Bauernbefreier Hans Kudlich aus Úvalno gewidmet.

### Weitere
- Schloss Líčkov, mit Dauerausstellung des Malers Oskar Brázda
- Schloss Dobříčany, das 1620 für Christoph von Hrobschitz aus einer Feste errichtete Barockschloss befindet sich in einem ruinösen Zustand
- Ehemalige Synagoge
- Ehemalige Kreidegrube Dubčany mit Fossilieneinschlüssen

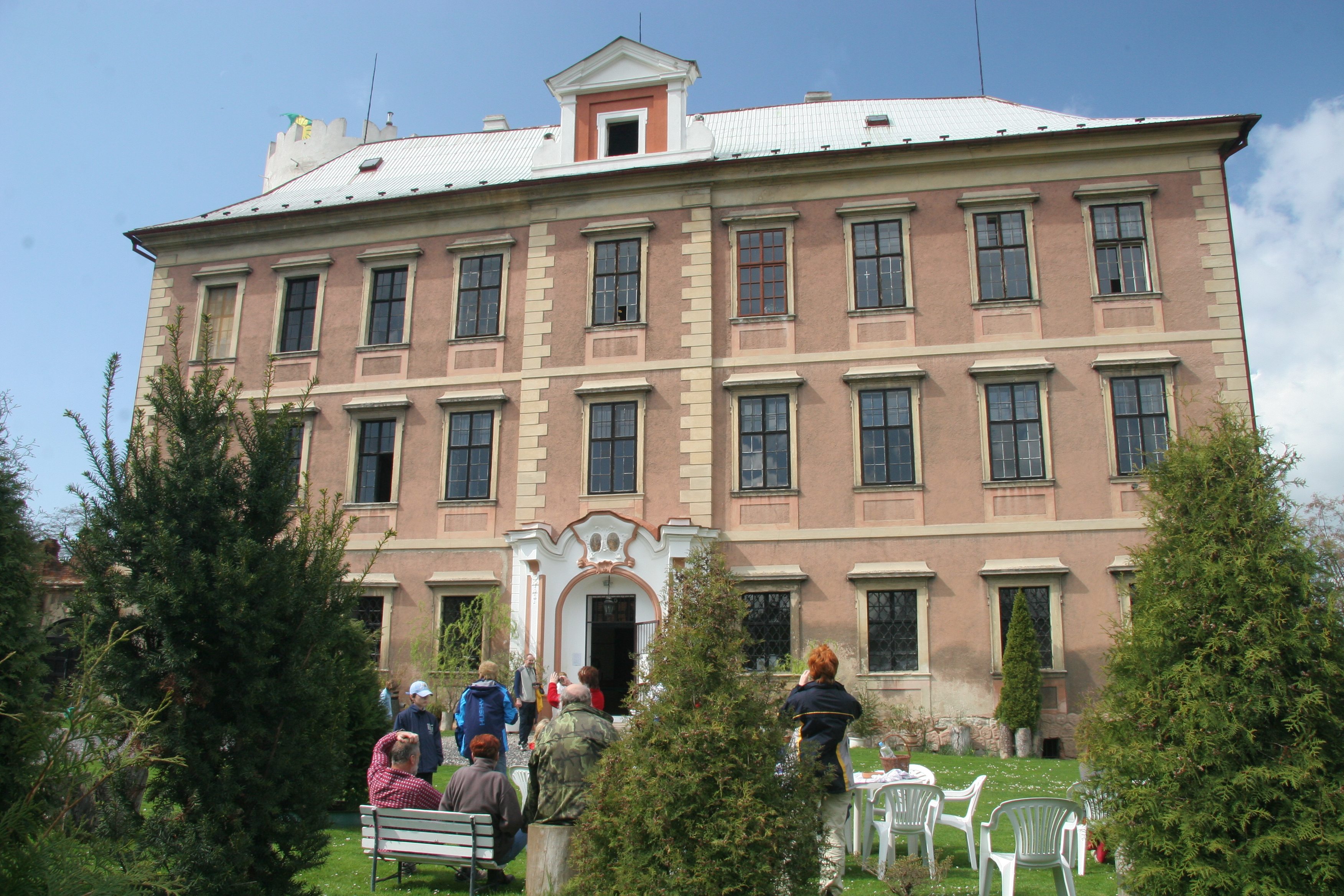
Schloss Líčkov (Litschkau)
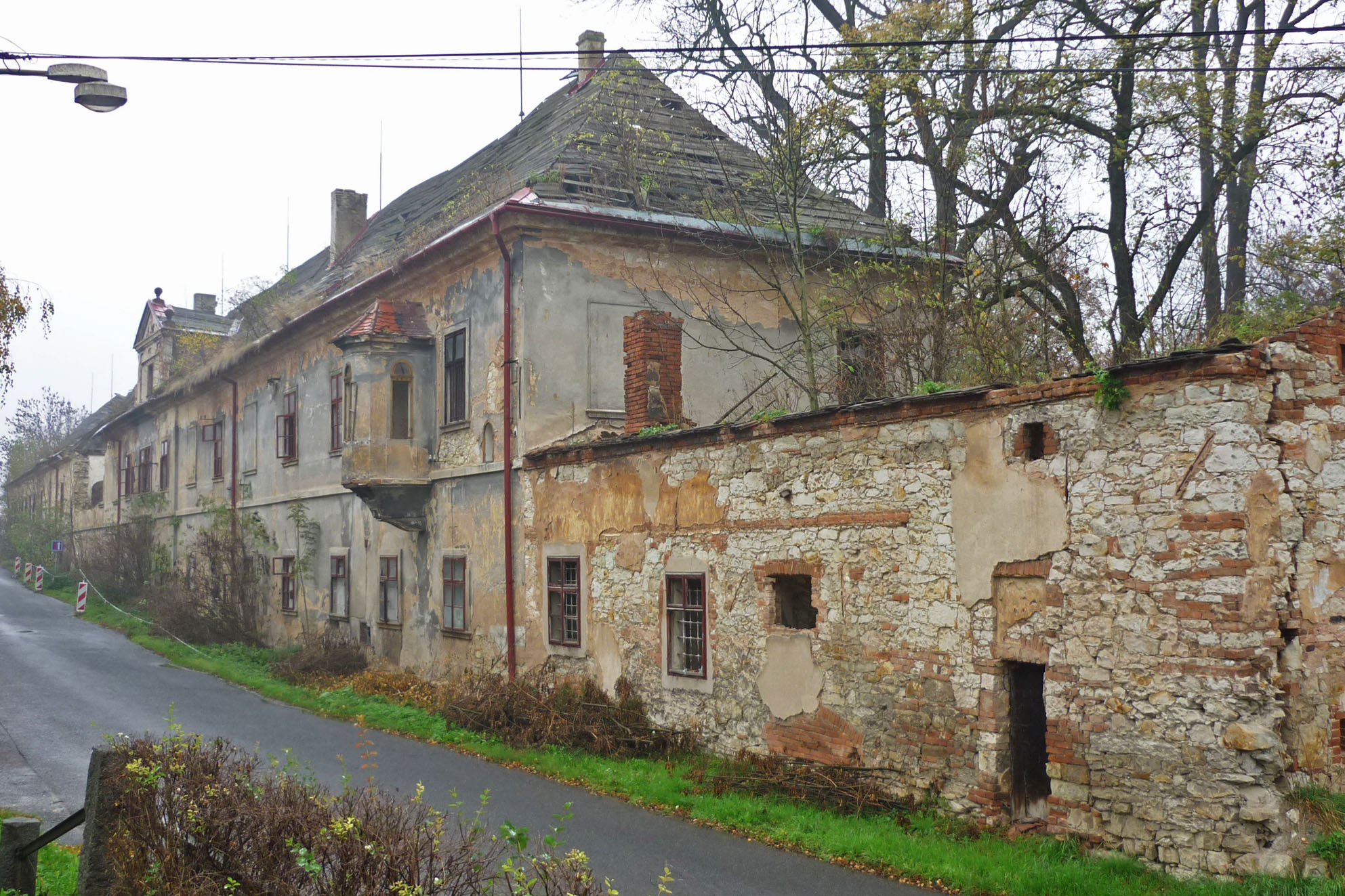
Schloss Dobříčany (Dobritschan)

### Kulturdenkmale

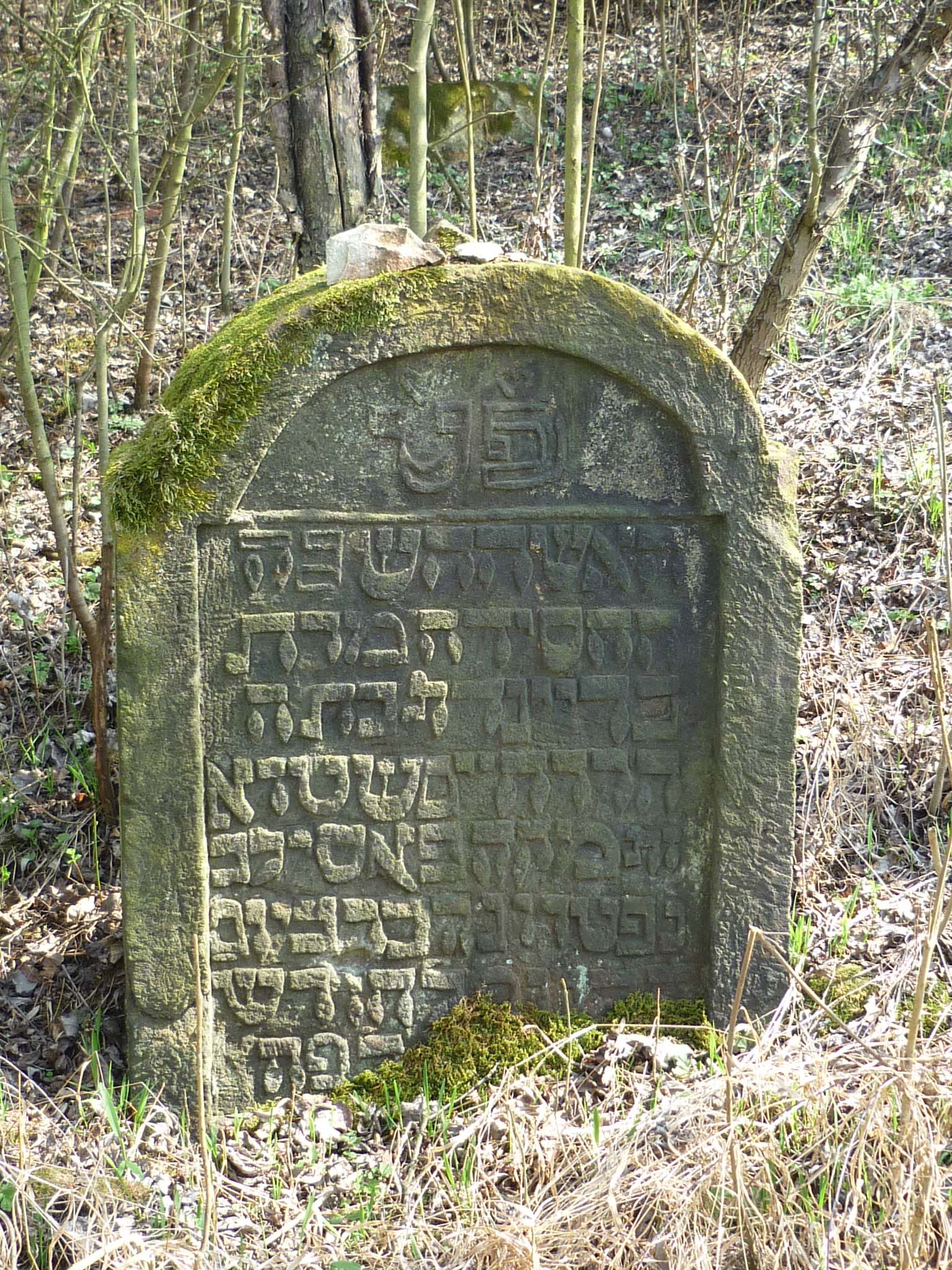
Grabstein auf dem Alten Jüdischen Friedhof in Liebeschitz

Kulturdenkmale in Liebeschitz nach der Tschechischen Denkmalliste sind:
- Kirche St. Martin Liebeschitz
- Grabstätte Jan Stanislav Skrejšovský auf dem Friedhof Liebeschitz
- Ländliches Gehöft mit Torbogen (Pfarrhaus) Liebeschitz Nr. 1
- Ländliches Gehöft (nur Torbogen) Liebeschitz Nr. 2
- Denkmal für die Opfer des Zweiten Weltkriegs
- Alter Jüdischer Friedhof von Liebeschitz mit alten Grabsteinen
- Neuer Jüdischer Friedhof
- Schloss Dobritschan Nr. 1
- Ländliches Gehöft Dobritschan Nr. 6
- Schloss Litschkau
- Kapelle am Schloss Litschkau
- Ländliche Gehöfte Litschkau Nr. 67, 69 und 70
- Nepomuk-Säule Litschkau

Siehe auch Liste der denkmalgeschützten Objekte in Liběšice u Žatce.

## Persönlichkeiten

### Söhne und Töchter der Gemeinde
- Michael Seidl (1767–1842), Wirtschaftsbeamter und Mathematiker

### Bürgermeister
Gemeindevorsteher (Bürgermeister) waren:
- Karl Klein in den 1830er Jahren
- August Partsch bis 1862
- Karl Fischer († 1899) von 1862 bis 1889
- Franz Tippner von 1889 bis 1892
- Adalbert Karl von 1892 bis 1901
- Karl Mai ab 1901

Gegenwärtig ist es Bc. Petr Valenta, MBA.